# Watermolen van Moortsele
De Watermolen van Moortsele, Dockersmolen of Molen van Hof ter Loo  is een oude watermolen op de Molenbeek die zich aan de Watermolenstraat  in Moortsele (Oosterzele) bevindt. De molen hoorde bij de hoeve 'Hof ter Loo', die voor het eerst vermeld werd in geschriften uit 1475. Ze was toen eigendom van de Markiezen van Rode. De bouw van de watermolen stamt waarschijnlijk van voor 1547. De enige historische aanwijzing dat hij herbouwd werd dateert uit 1616. In 1974 werd de aanhoudende waterdruk echter te veel voor de eeuwenoude molen. Het met ijzer beslagen bovenslagrad raakte in verval. De molen werd in 1993 als monument beschermd.

## Afbeeldingen

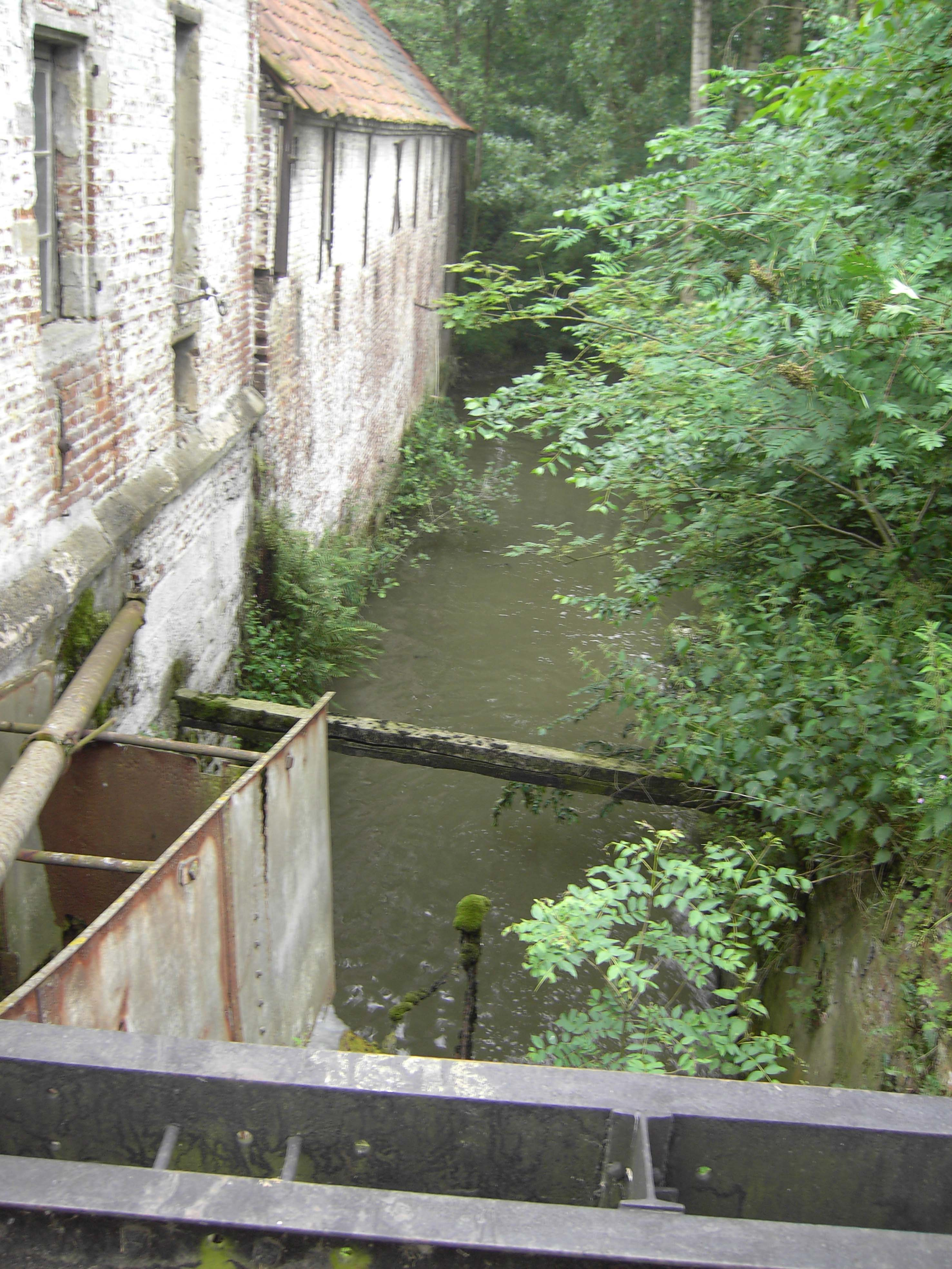
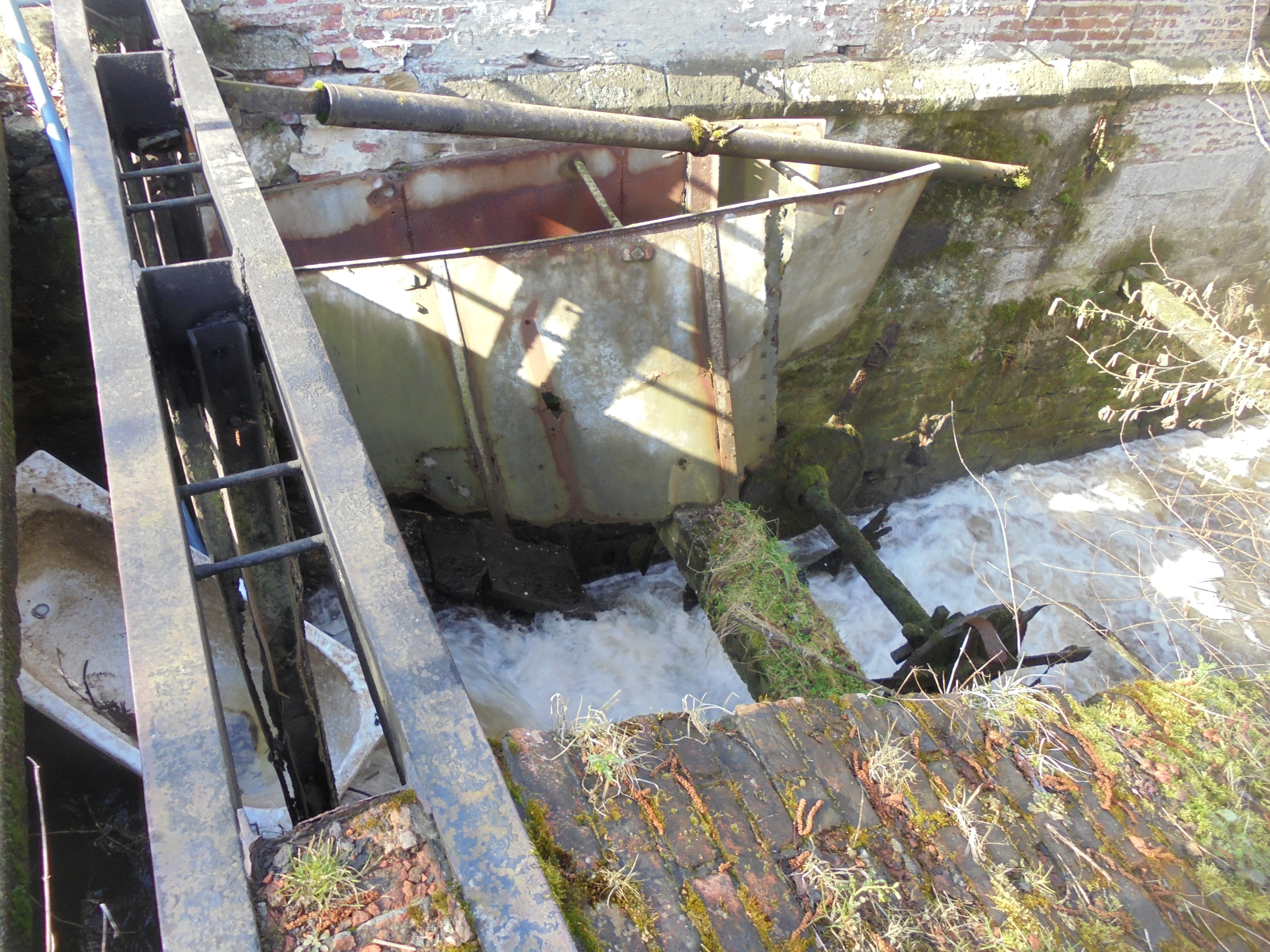
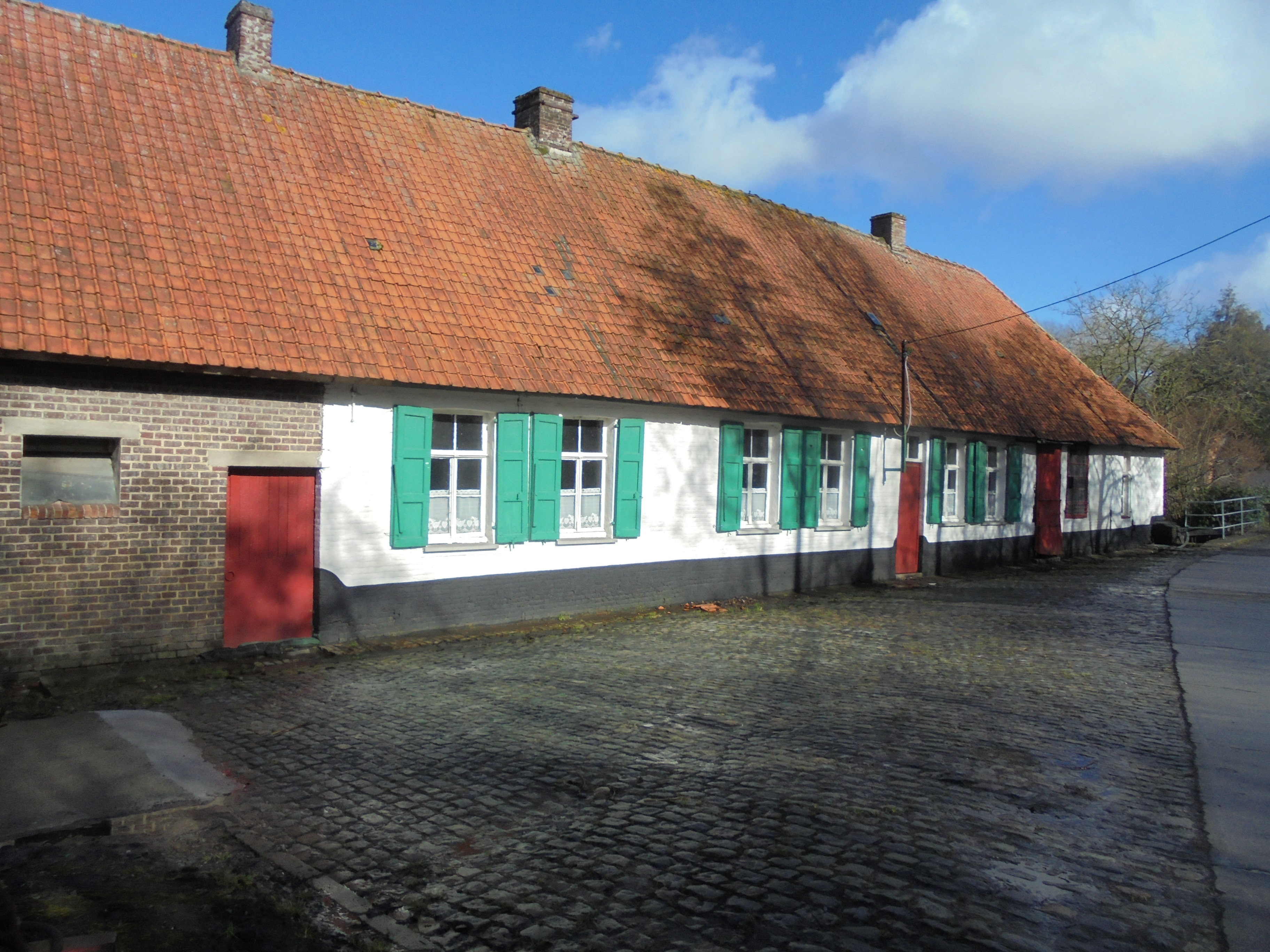